# Patagioenas oenops
Il piccione del Perù o colomba di Salvin (Patagioenas speciosa) è una specie di piccione della famiglia Columbidae. Si trova in Perù e nel sud dell'Ecuador. Il suo habitat naturale sono le foreste subtropicale aride, le foreste di pianura umide subtropicali o tropicali, umide subtropicali e le foreste tropicali montane, e le piantagioni agricole. È minacciato dalla perdita dell'habitat.